# Dushan (köping i Kina)
Dushan (kinesiska: 独山镇, 独山) är en köping i Kina. Den ligger i provinsen Shandong, i den östra delen av landet, omkring 170 kilometer sydväst om provinshuvudstaden Jinan. Antalet invånare är 55139. Befolkningen består av 27 526 kvinnor och 27 613 män. Barn under 15 år utgör 23,0 %, vuxna 15-64 år 66 %, och äldre över 65 år 10,0 %.
Genomsnittlig årsnederbörd är 685 millimeter. Den regnigaste månaden är juli, med i genomsnitt 197 mm nederbörd, och den torraste är januari, med 3 mm nederbörd.